# Big John Studd
John William Minton (19 februarie 1948 - 20 martie 1995) a fost un luptător profesionist și actor american care s-a născut și a crescut în Butler, Pennsylvania. A fost cunoscut prin numele de ring, Big John Studd.
Studd a fost antrenat de legenda de wrestling Killer Kowalski.

## Campionate în WWF
- World Wide Wrestling Federation / World Wrestling Entertainment
  - WWWF World Tag Team Championship (1 dată) – cu Killer Kowalski
  - Royal Rumble (1989)
  - WWE Hall of Fame (2004)